# Старе Хойни
Старе Хойни (пол. Stare Chojny) — село в Польщі, у гміні Ломжа Ломжинського повіту Підляського воєводства.
Населення — 179 осіб (2011).
У 1975-1998 роках село належало до Ломжинського воєводства.

## Демографія
Демографічна структура станом на 31 березня 2011 року:
|          | Загалом | Допрацездатний вік | Працездатний вік | Постпрацездатний вік |
| -------- | ------- | ------------------ | ---------------- | -------------------- |
| Чоловіки | 85      | 23                 | 53               | 9                    |
| Жінки    | 94      | 21                 | 52               | 21                   |
| Разом    | 179     | 44                 | 105              | 30                   |